# Manfred Kuttner
Manfred Kuttner (* 27. Januar 1937 in Greiz, Thüringen; † 28. Oktober 2007 in Erkrath bei Düsseldorf) war ein deutscher Maler, Objektkünstler und Experimentalfilmer.
Zusammen mit Konrad Lueg, Sigmar Polke und Gerhard Richter begründete er 1963 den „Kapitalistischen Realismus“.

## Leben
Manfred Kuttner studierte, nach einer Lehre als Schriften- und Plakatmaler, zunächst an der Kunstakademie in Dresden (heute: Hochschule für Bildende Künste Dresden) in der damaligen DDR. Anfang 1960 flüchtete er nach Westdeutschland und setzte sein Studium an der Kunstakademie Düsseldorf in die Meisterklasse von K.O.Götz fort. Dort freundete er sich mit Konrad Lueg, Sigmar Polke und Gerhard Richter, den er flüchtig aus Dresden kannte, an.
Seine erste Ausstellung fand 1962 zusammen mit Gerhard Richter in der „Galerie Junge Kunst“ in Fulda statt, die von ihrem Kommilitonen Franz Erhard Walther kuratiert wurde.
Im Mai 1963 fand die von Manfred Kuttner, Konrad Lueg, Sigmar Polke und Gerhard Richter selbstorganisierte „Demonstrative Ausstellung“, in einer ehemaligen Metzgerei in der Düsseldorfer Kaiserstraße 31 A statt. In der gemeinsam verfassten Presseerklärung tauchte erstmals der Begriff „Kapitalistischer Realismus“ auf.
Im Februar 1964 inszenierten die vier Künstler die improvisierte „Vorgartenausstellung“ im verschneiten Villengarten der Galerie Parnass in Wuppertal.
Manfred Kuttner erhielt auf der Biennale in San Marino zusammen mit der Künstlergruppe ZERO den ersten Preis und nahm bis 1965 noch an den Ausstellungen „Neodada, Pop, Decollage, Kapit. Realismus“ und „Hommage á Berlin“ in der neu gegründeten Galerie René Block, in Berlin teil.
Danach zog sich Kuttner aus dem Kunstbetrieb zurück und arbeitete anschließend als „Leiter des grafischen Ateliers“ der Hermann Wiederhold Lackfabriken in Hilden.
Nach einer Ausstellung in der Galerie Johann König in Berlin im Jahr 2005 setzte ein anhaltender Prozess der Wiederentdeckung und Neubewertung des Werkes von Manfred Kuttner ein. 2013 fand eine Retrospektive in der Villa Merkel, Esslingen und in der Langen Foundation, Neuss statt. Der begleitende Katalog enthält ein Werkverzeichnis der Arbeiten Kuttners.
Manfred Kuttner lebte und arbeitete in Erkrath bei Düsseldorf; im Oktober 2007 verstarb er an den Folgen einer Krebserkrankung.

## Werk
Nach anfänglicher Auseinandersetzung mit dem Werk Paul Cézannes und des westdeutschen Informel begann Manfred Kuttner ab 1962 mit fluoreszierenden Leuchtfarben der Firma Plaka zu malen. Seine geometrisch strukturierten Bilder und Objekte („Schreibmaschine“, „Klavier“, „Heiliger Stuhl“, „Sattel“, „Spielautomat“) oszillieren zwischen Op- und Pop Art, Nouveau Réalisme, ZERO und Kinetischer Kunst. Flimmernde Leuchfarbenkontraste und ein lässiger Pinselduktus bringen Kuttners Bilder und Objekte in Bewegung. Bildtitel wie „Achterbahn“, „Dual“, „Behang“, „Gartenlaube“ oder „Tombola“ verweisen auf eine durch das westdeutsche Wirtschaftswunder geprägte Bildwelt Kuttners.
1963 entstand der in Einzelbildschaltung gedrehte Experimentalfilm „A-Z“, der in stakkatoartigen Bildfolgen den städtischen Alltag Düsseldorfs in den 60er Jahren thematisierte, sowie eine 8-teilige Fotoserie eines mit kinetischem Rautenmuster bemalten Frauenkörpers.
Kuttners innerhalb von nur fünf Jahren geschaffenes Werk, welches Pop Art mit Abstraktion – Gestik mit Ornament – Malerei mit Skulptur und Film verknüpft, lässt sich keiner Richtung eindeutig zuordnen und nimmt innerhalb der Kunst der 60er Jahre eine Sonderstellung ein.

## Ausstellungen
- 1966: 14. Deutsche Künstlerbund-Ausstellung, Essen
- 12. Ausstellung des Westdeutschen Künstlerbundes, Ernst-Osthaus-Museum Hagen
- 1996: Große Kunstausstellung NRW, Düsseldorf
- 2005: Manfred Kuttner – Hasard, Einzelausstellung, Galerie Johann König, Berlin
- 2007: The Artist’s Dining Room. Anselm Reyle / Thomas Scheibitz / Manfred Kuttner, Tate Gallery of Modern Art, London
- 2008: Works from 1962-64, westlondonprojects, London
- 2013: Manfred Kuttner – Werkschau, Villa Merkel, Esslingen; Langen Foundation, Neuss
- 2013: Leben mit Pop. Eine Reproduktion des Kapitalistischen Realismus. Manfred Kuttner, Konrad Lueg, Sigmar Polke, Gerhard Richter. Mit einem Beitrag von Christopher Williams, Kunsthalle Düsseldorf[1]
- 2014: Was sollten sie zuerst sehen?, Einzelausstellung, Johann König, Berlin
- 2014: German Pop, Schirn Kunsthalle, Frankfurt am Main
- 2017: Die Erfindung der Abstraktion. Kunstakademie Düsseldorf 1931 bis 2016, Akademie-Galerie – Die Neue Sammlung, Düsseldorf